# Carlemannia congesta
Carlemannia congesta är en tvåhjärtbladig växtart som beskrevs av Joseph Dalton Hooker. Carlemannia congesta ingår i släktet Carlemannia och familjen Carlemanniaceae. Inga underarter finns listade i Catalogue of Life.